# ۱۱۲۵ (قمری)
۱۱۲۵ (قمری)، هزار و صد و بیست و پنجمین سال در گاهشماری هجری قمری است. اول محرم این سال برابر با بیست و هشتم ژانویه سال ۱۷۱۳ میلادی است.